# Mbalmayo
Mbalmayo är en ort i Kamerun.   Den ligger i regionen Centrumregionen, i den södra delen av landet, 40 km söder om huvudstaden Yaoundé. Mbalmayo ligger 663 meter över havet och antalet invånare är 80 206.
Terrängen runt Mbalmayo är platt. Trakten runt Mbalmayo är ganska tätbefolkad, med 54 invånare per kvadratkilometer. Mbalmayo är det största samhället i trakten. I omgivningarna runt Mbalmayo växer i huvudsak städsegrön lövskog.